# Informačně teoretická smrt
Pojem informačně teoretická smrt je neologismus, který označuje nenávratnou destrukci mozku a informací v něm do takové míry, že obnovení mysli a osobnosti v něm obsažené je již teoreticky nemožné. Tento koncept vznikl v 90. letech 20. století jako hlavní cíl vývoje současné medicíny, ale tvrdí se, že je to jen vedlejší produkt vývoje medicíny, díky které se některé stavy dříve považované za smrt, jako například zástava srdce, staly vratnými a přestaly tedy být již za smrt považovány. Navíc výhledově by mohlo být možné opravení mozkové tkáně pomocí molekulární nanotechnologie, a tak vzniká možnost, že v budoucnu bude moci lékařství resuscitovat pacienta i hodiny po tom, co se srdce zastaví. Termín „informačně teoretická“ je použit ve smyslu informační teorie.
Tento termín označuje především stav smrti, který je absolutně nevratný jakoukoli technologií, čímž se odlišuje od klinické smrti a právní smrti, které jsou omezeny spíše na dostupné prostředky medicíny, než na teoretickou možnost přežití člověka. Dokument Molecular Repair of the Brain (anglicky molekulární oprava mozku) Ralpha Merkle definoval informačně teoretickou smrt následovně:
Osoba je mrtvá podle informačně teoretického kritéria, pokud byly zničeny její vzpomínky, osobnost, naděje, sny atd. ve smyslu informačně teoretickém. To znamená, že pokud struktury v mozku, které kódují paměť a osobnost byly natolik poškozeny, že již v principu není možné je obnovit na odpovídající stav, potom je osoba mrtvá. Jestliže struktury v mozku, které kódují paměť a osobnost jsou zachovány na takové úrovni, že je možné v principu interagovat s pamětí a osobností a tím pádem je obnovení odpovídajícího funkčního stavu v principu možné, potom osoba mrtvá není.
Přesné načasování informačně teoretické smrti není v současnosti blíže určeno. Spekuluje se o několika hodinách po klinické smrti (při pokojové teplotě), kdy mozková tkáň podléhá rozpadu odumírajících buněk. Nebo také když je mozek mimo krevní oběh během umělé podpory života, což vede k fázi rozpadu mozkové smrti, nebo během postupu degenerativního mozkového onemocnění, které způsobuje výraznou ztrátu mozkové struktury.
Informačně teoretická smrt také souvisí s kryonikou, která může být využita právě ve snaze předejít informačně teoretické smrti. Použití kritéria informačně teoretické smrti vytvořily základ etické argumentace, která tvrdí, že kryonika je pokus zachraňovat životy spíše než pohřební metoda pro mrtvé. Na druhou stranu, pokud je kryonika aplikovatelná pouze po informačně teoretické smrti, nebo ji např. zmražení samo způsobuje, je kryonika nepoužitelná.